# Prêmio Louis-Jeantet de Medicina

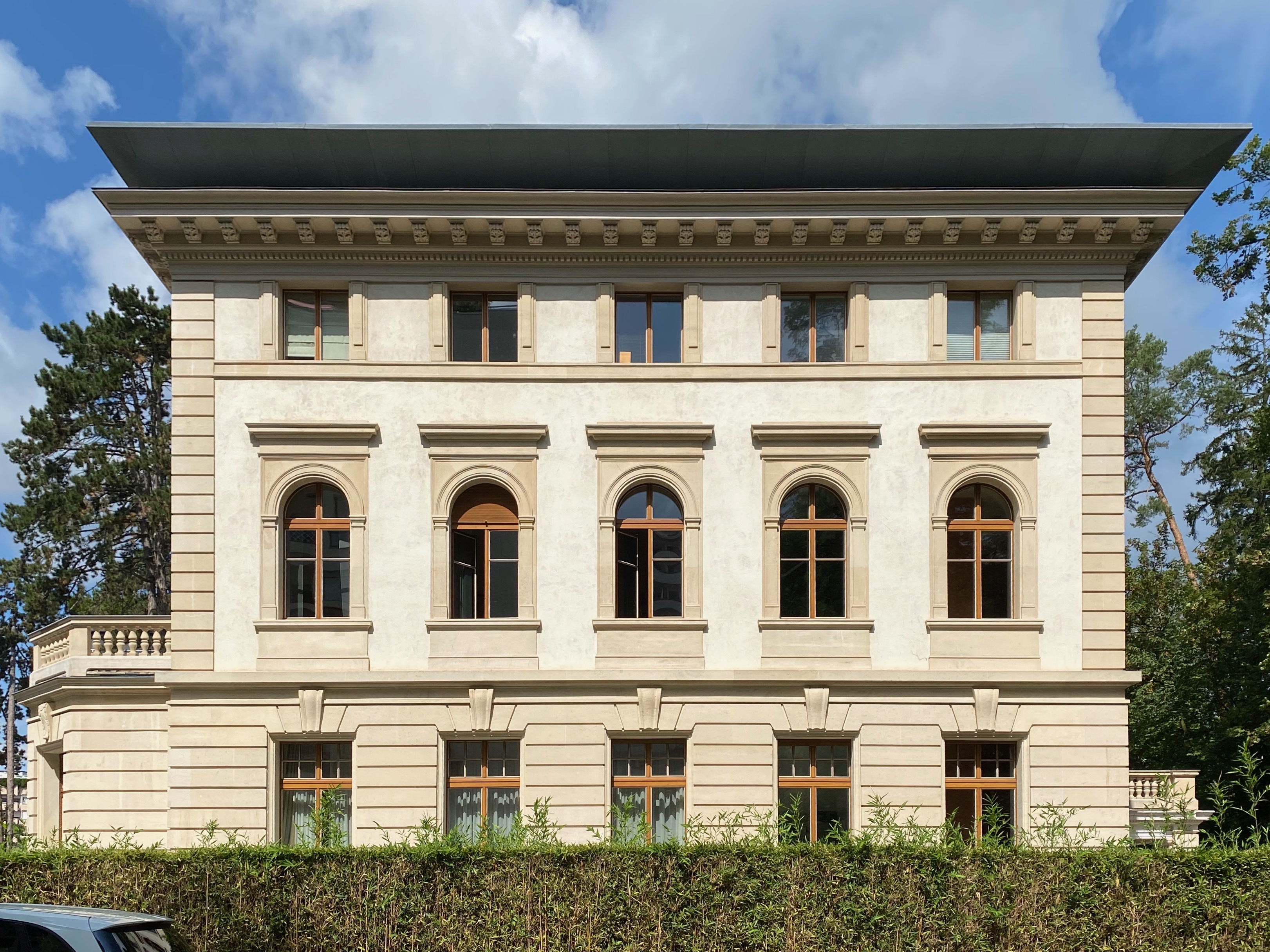
A fundação Louis-Jeantet em Genebra, Suíça.

O Prêmio Louis-Jeantet de Medicina (em inglês:  Louis-Jeantet Prize for Medicine) é concedido anualmente desde 1986 pela Fundação Louis-Jeantet a pesquisadores da área biomédica na Europa. A premiação ocorre no mês de abril. O propósito do prêmio é honorificar seu ganhador e financiar suas pesquisas.
Os campos particulares aos quais o prêmio tem sido concedido são fisiologia, biofísica, biologia estrutural, bioquímica, biologia celular e molecular, biologia do desenvolvimento e genética; os ganhadores do prêmio trabalham com imunologia, virologia, bacteriologia, neurobiologia, epidemiologia clínica e bioquímica estrutural.
O prêmio é dotado com CHF 1,4 milhões de francos suíços. O total disponível para cada ganhador é de CHF 700 mil, dos quais CHF 600 mil são destinados ao financiamento de pesquisas em curso e CHF 100 mil em custeio de pesquisadores.

## Recipientes
Lista de ganhadores:
| 1986 | Luc Montagnier, Michael Berridge, Désiré Collen                                    |
| 1987 | Sydney Brenner, Walter Jakob Gehring, Dominique Stehelin                           |
| 1988 | Rolf Zinkernagel, John J. Skehel, Bert Sakmann                                     |
| 1989 | Roberto Poljak, Walter Schaffner, Gregory Winter                                   |
| 1990 | Nicole Marthe Le Douarin, Harald von Boehmer, Gottfried Schatz                     |
| 1991 | Pierre Chambon, Frank Grosveld, Hugh Pelham                                        |
| 1992 | Paul Nurse, Christiane Nüsslein-Volhard, Alain Townsend                            |
| 1993 | Jean-Pierre Changeux, Richard Henderson, Kurt Wüthrich                             |
| 1994 | Thierry Boon, Jan Holmgren, Philippe Sansonetti                                    |
| 1995 | Dirk Bootsma e Jan Hoeijmakers, Peter Goodfellow e Robin Lovell-Badge, Peter Gruss |
| 1996 | Björn Dahlbäck, Ulrich K. Laemmli, Nigel Unwin                                     |
| 1997 | Philip Cohen, Kim Nasmyth, Richard Peto                                            |
| 1998 | Denis Duboule, Walter Keller, Ronald Laskey                                        |
| 1999 | Adrian Peter Bird, Herbert Jäckle, Jean-Louis Mandel                               |
| 2000 | Konrad Basler, Thomas J. Jentsch, Ueli Schibler                                    |
| 2001 | Alain Fischer, Iain W. Mattaj, Alfred Wittinghofer                                 |
| 2002 | Timothy J. Richmond, Richard Treisman, Karl Tryggvason                             |
| 2003 | Wolfgang Baumeister, Riitta Hari, Nikos Logothetis                                 |
| 2004 | Hans Clevers, Alec Jeffreys                                                        |
| 2005 | Alan Hall, Svante Pääbo                                                            |
| 2006 | Kari Alitalo, Christine Petit                                                      |
| 2007 | Venkatraman Ramakrishnan, Stephen Craig West                                       |
| 2008 | Pascale Cossart, Jurg Tschopp                                                      |
| 2009 | Michael Nip Hall, Peter J. Ratcliffe                                               |
| 2010 | Michel Haïssaguerre, Austin Gerard Smith                                           |
| 2011 | Stefan Jentsch, Edvard Moser, May-Britt Moser                                      |
| 2012 | Matthias Mann, Fiona Powrie                                                        |
| 2013 | Michael Stratton, Peter Hagemann, Georg Nagel                                      |
| 2014 | Elena Conti, Denis Le Bihan                                                        |
| 2015 | Emmanuelle Charpentier, Rudolf Zechner                                             |
| 2016 | Andrea Ballabio, John Diffley                                                      |
| 2017 | Silvia Arber, Caetano Reis e Sousa                                                 |
| 2018 | Christer Betsholtz, Antonio Lanzavecchia                                           |